# Ricarda Lobe
Ricarda Lobe (Landau in der Pfalz, 13 april 1994) is een atleet uit Duitsland.
Ze studeert aan de Hochschule für Wirtschaft und Gesellschaft in Ludwigshafen.
In 2021 werd ze Duits nationaal kampioene op de 100 meter horden.
Op de Olympische Zomerspelen van Tokio in 2021 liep Lobe de 100 meter horden, waarbij ze achtste werd in de eerste heat.
bijgewerkt december-2021

## Persoonlijk record
| Onderdeel    | Resultaat | Jaar |
| ------------ | --------- | ---- |
| 100 m        | 11.33     | 2016 |
| 200 m        | 23.87     | 2016 |
| 100 m horden | 12.89     | 2016 |

| Onderdeel   | Resultaat | Jaar |
| ----------- | --------- | ---- |
| 60 m        | 7.42      | 2017 |
| 60 m horden | 7.99      | 2017 |

- World Athletics: 14360690